# Caelostomus anceps
Caelostomus anceps là một loài bọ chân chạy thuộc phân họ Pterostichinae. Loài này được Tschitscherine mô tả năm 1903.
Loài này có ở Madagascar.